# Lagh da Saoseo
Der Lagh da Saoseo (alpinlombardischer Dialektname, italienisch Lago di Saoseo, deutsch Saoseosee) ist ein Bergsee auf 2029 m ü. M. im Val da Camp auf Gemeindegebiet von Poschiavo im Schweizer Kanton Graubünden. Aufgrund seiner intensiven blauen Farbe und der malerischen umliegenden Natur gilt er als einer der schönsten Bergseen der Schweiz.

## Zugang
Der See ist nur zu Fuss über Wanderwege erreichbar. Ein Rundweg führt von der Alp Camp (im Sommer per Postauto-Kleinbus erreichbar, für den Individualverkehr ohne Bewilligung gesperrt) in rund zwei Stunden zum Lagh da Saoseo und dem etwas höher gelegenen Lagh da Val Viola. Ab Sfazù an der Berninapassstrasse führt eine rund fünfstündige Rundwanderung zu den beiden Seen.
In der Nähe des Sees steht die Schutzhütte Rifugio Saoseo.